# Jordy Tutuarima
Jordy Tutuarima (Velp, 28 aprile 1993) è un calciatore olandese, difensore del Persis Solo.

## Caratteristiche tecniche
È un terzino sinistro.

## Carriera
Cresciuto nelle giovanili del N.E.C., ha esordito in prima squadra il 10 novembre 2012 in occasione del match di campionato vinto 3-2 contro l'Heracles Almelo.

## Statistiche

### Presenze e reti nei club
Statistiche aggiornate al 31 agosto 2018.
| Stagione        | Squadra         | Campionato      | Campionato | Campionato | Coppe nazionali | Coppe nazionali | Coppe nazionali | Coppe continentali | Coppe continentali | Coppe continentali | Altre coppe | Altre coppe | Altre coppe | Totale | Totale | Totale |
| Stagione        | Squadra         | Comp            | Pres       | Reti       | Comp            | Pres            | Reti            | Comp               | Pres               | Reti               | Comp        | Pres        | Reti        | Pres   | Reti   |        |
| --------------- | --------------- | --------------- | ---------- | ---------- | --------------- | --------------- | --------------- | ------------------ | ------------------ | ------------------ | ----------- | ----------- | ----------- | ------ | ------ | ------ |
| 2012-2013       | N.E.C.          | ED              | 2          | 0          | CO              | 0               | 0               |                    | -                  | -                  |             | -           | -           | 2      | 0      |        |
| 2013-2014       | N.E.C.          | ED              | 2          | 0          | CO              | 0               | 0               |                    | -                  | -                  |             | -           | -           | 2      | 0      |        |
| Totale N.E.C.   | Totale N.E.C.   | Totale N.E.C.   | 4          | 0          |                 | 0               | 0               |                    | -                  | -                  |             | -           | -           | 4      | 0      |        |
| 2013-2014       | TOP Oss         | 1D              | 2          | 0          | CO              | 0               | 0               |                    | -                  | -                  |             | -           | -           | 2      | 0      |        |
| 2015-2016       | Telstar         | 1D              | 25         | 0          | CO              | 2               | 0               |                    | -                  | -                  |             | -           | -           | 27     | 0      |        |
| 2016-2017       | Telstar         | 1D              | 37         | 1          | CO              | 2               | 0               |                    | -                  | -                  |             | -           | -           | 39     | 1      |        |
| Totale Telstar  | Totale Telstar  | Totale Telstar  | 62         | 1          |                 | 4               | 0               |                    | -                  | -                  |             | -           | -           | 66     | 1      |        |
| 2017-2018       | De Graafschap   | 1D              | 36+4       | 0          | CO              | 1               | 0               |                    | -                  | -                  |             | -           | -           | 41     | 0      |        |
| 2018-2019       | De Graafschap   | ED              | 4          | 0          | CO              | 0               | 0               |                    | -                  | -                  |             | -           | -           | 4      | 0      |        |
| Totale carriera | Totale carriera | Totale carriera | 112+       | 1+         |                 | 5+              | 0               |                    | -                  | -                  |             | -           | -           | 117+   | 1+     |        |